# Opala (territoire)
Pour l’article homonyme, voir Opala.
 (mai 2018).
Si vous disposez d'ouvrages ou d'articles de référence ou si vous connaissez des sites web de qualité traitant du thème abordé ici, merci de compléter l'article en donnant les références utiles à sa vérifiabilité et en les liant à la section « Notes et références ».
 (mai 2018).
Le territoire d'Opala est une entité administrative déconcentrée de la province de Tshopo en république démocratique du Congo.

## Géographie
Il s'étend du centre au sud-ouest de la province. 
Il est limité :
- au nord par le territoire d'Isangi
- À l'est par le territoire de Yahuma
- À l'ouest par le territoire d'Ubundu
- Au sud par le territoire par les provinces de Sankuru et Tshuapa[1].

## Subdivisions
Opala est un des sept territoires qui composent la province de la Tshopo. Il est constitué d'une commune, six chefferies et cinq secteurs :
| Subdivision    | Statut    |
| -------------- | --------- |
| Opala          | Commune   |
| Kembe          | Chefferie |
| Mongo          | Chefferie |
| Yalingo        | Chefferie |
| Yamaie         | Chefferie |
| Yapandu        | Chefferie |
| Yeyango        | Chefferie |
| Balinga-Lindja | Secteur   |
| Iye            | Secteur   |
| Lobaie         | Secteur   |
| Tooli          | Secteur   |
| Yawende-Loolo  | Secteur   |

## Politique
Il compte deux députés à l'Assemblée nationale et trois à l'Assemblée provinciale de la Tshopo.

## Économie
Il abrite la grande partie du Parc de la Lomami. La population vit essentiellement de l'agriculture : il est considéré par beaucoup comme le principal fournisseur de riz de qualité à la ville de Kisangani.